# Raphael Bögge
Raphael Peter Bögge (* 19. Oktober 1979 in Vechta, Niedersachsen) ist ein deutscher Politiker und war von 2014 bis 2020 Erster Bürgermeister von Senden (Bayern).

## Leben
Bögge wurde 1979 im niedersächsischen Vechta geboren und war das älteste von fünf Geschwistern. Wenige Monate nach seiner Geburt zog die Familie nach Rheine in Nordrhein-Westfalen, wo er auch aufwuchs. Er besuchte das Arnold-Janssen Gymnasium im Neuenkirchener Ortsteil St. Arnold und machte dort 2000 sein Abitur. Nach seinem Zivildienst studierte er an der Westfälischen Wilhelms-Universität in Münster und schloss sein Studium als Diplom-Geograph, mit den Nebenfächern Politik- und Kommunikationswissenschaft ab.
Ab 2009 war Bögge als persönlicher Referent von Landrat Erich Josef Geßner (CSU) im bayerisch-schwäbischen Landkreis Neu-Ulm tätig. Aus dieser Position schied er im April 2014 aus, nachdem er zuvor im März bei der Bürgermeisterwahl in Senden 58,3 % der abgegebenen Stimmen erhalten und sich damit gegen den bisherigen Amtsinhaber Kurt Baiker (Freie Wählergemeinschaft) durchgesetzt hatte. Bögge wurde bei seiner Kandidatur von der CSU, den Grünen und dem Verein BiSS e. V. Bürgerinteressen Stadt Senden unterstützt. Am 1. Mai 2014 erfolgte sein Amtsantritt als Erster Bürgermeister der Stadt Senden.
Am 13. Januar 2019 trat Bögge aus der CSU aus. Bei der Bürgermeisterwahl im März 2020 kandidierte er erneut – diesmal für die Wählergruppierung Gemeinsam für Senden – und unterlag mit 26,7 % zu 53,6 % der abgegebenen Stimmen der CSU-Kandidatin Claudia Schäfer-Rudolf.
Bögge ist als freiberuflicher Kommunalberater und zertifizierter Projektmanager (IHK) tätig. Er berät Städte und Kommunen in Verwaltungsfragen und erstellt Gutachten, die sich beispielsweise mit der Frage befassen, ob sich der Austritt einer Gemeinde aus einem Landkreis lohnen würde.